# صموئيل د. جاكسون
صموئيل د. جاكسون (بالإنجليزية: Samuel D. Jackson)‏ هو محامي وسياسي أمريكي، ولد في 28 مايو 1895 في الولايات المتحدة، وتوفي في 8 مارس 1951 في فورت واين في الولايات المتحدة. حزبياً، نشط في الحزب الديمقراطي. وقد انتخب عضو مجلس الشيوخ الأمريكي.